# Eritrea en los Juegos Olímpicos de Pekín 2022
Eritrea estuvo representada en los Juegos Olímpicos de Pekín 2022 por un deportista masculino que compitió en esquí alpino.
El portador de la bandera en la ceremonia de apertura fue el esquiador alpino Shannon-Ogbnai Abeda. El equipo olímpico eritreo no obtuvo ninguna medalla en estos Juegos.